# Схиляння неповнолітніх до вживання одурманюючих засобів
Схиляння неповнолітніх до вживання одурманюючих засобів — злочин, за який передбачено кримінальну відповідальність за 324 статтею Кримінального кодексу України.
- Об'єкт злочину — встановлений порядок, спрямований на недопущення вживання неповнолітніми одурманюючих засобів, їх здоров'я. Предметом злочину є одурманюючі засоби, які не є наркотичними засобами, психотропними речовинами або їх аналогами.
- Суб'єкт злочину загальний.
- Суб'єктивна сторона злочину характеризується умислом. Крім того, винна особа має розуміти вік потерпілого; якщо він помилково вважає, що останній є неповнолітнім, відповідальність за таке діяння виключається. Мотив і мета для кваліфікації значення не мають.
- Об'єктивна сторона злочину полягає у безпосередньому схилянні неповнолітньої особи до вживання одурманюючих засобів. Схиляння означає будь-яке ненасильницьке діяння, спрямоване на те, щоб інша особа забажала або дала згоду на вживання одурманюючих речовин хоча б один раз. Для визнання діяння злочином необов'язкове настання фактичного результату: склад злочину формальний.
- За вчинене винна особа карається обмеженням або позбавленням волі на строк до трьох років. В інших країнах безпосереднє посилання на даний злочин відсутнє, він може бути складовою частиною загальнішого злочину («втягнення неповнолітніх в антисуспільну діяльність»), що включає в себе схиляння до вживання одурманюючих засобів (ст. 151 КК Росйської Федерації, ст. 181 КК Киргизстану, ст. 173 КК Білорусі).